# Seguridad

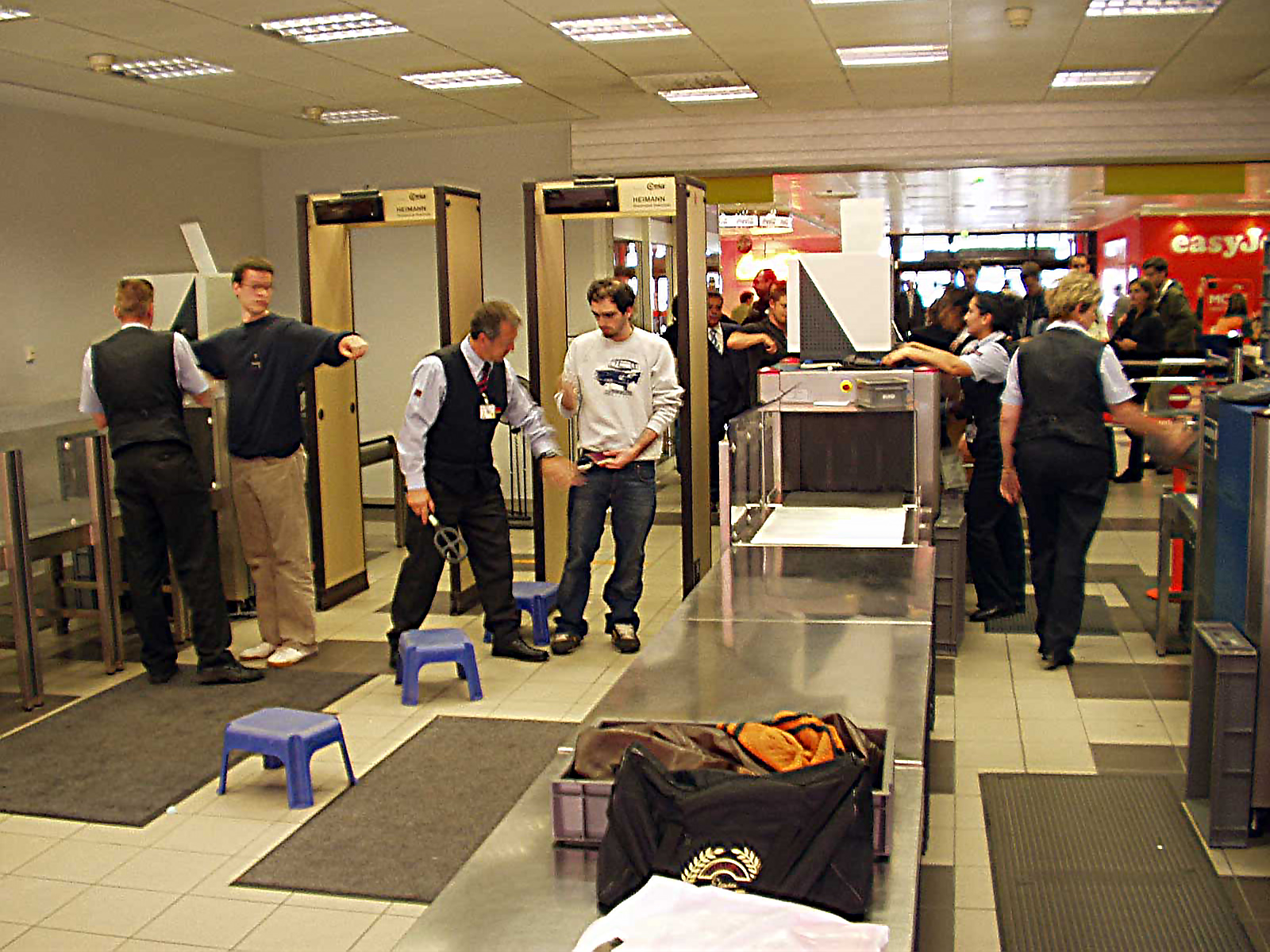
Seguridad de detectores de metales a tránsito en el aeropuerto de Berlín-Schönefeld.

Seguridad (del latín securitas) cotidianamente se puede referir a la ausencia de riesgo o a la confianza en algo o en alguien. Sin embargo, el término puede tomar diversos sentidos. Dependiendo del área o campo al que haga referencia en la seguridad. En términos generales, la seguridad se define como "el estado de bienestar que el ser humano percibe y disfruta".
Según el Diccionario de la lengua española 'seguridad'  tiene varias acepciones. Una de ellas es ausencia de peligro, invulnerabilidad, inmunidad, protección, indestructibilidad, amparo, defensa. Otra acepción es ausencia de duda, certeza, certidumbre, convicción, convencimiento, confianza, rotundidad. La cuarta acepción es cuando se refiere a  una construcción o mueble: consistencia, solidez, inamovilidad, firmeza, estabilidad, resistencia. El antónimo en cuanto a ausencia de seguridad es peligro, inseguridad. Etimológicamente, seguridad proviene del latín securitas.  
Una definición dentro de las ciencias de la seguridad es "ciencia interdisciplinaria que está encargada de evaluar, estudiar y gestionar los riesgos a los que se encuentra sometida una persona, un bien o el ambiente". Se debe diferenciar la seguridad sobre las personas (seguridad física), la seguridad sobre el ambiente (seguridad ambiental), la seguridad en ambiente laboral (seguridad e higiene), etc.
Las ciencias de la seguridad (como rama de las ciencias empíricas) se estudian en distintas universidades en carreras tanto de grado como de postgrado.

## Conceptos básicos
La seguridad consiste en hacer que el riesgo situacional se reduzca a niveles aceptables, debido a que el riesgo es inherente a cualquier actividad y nunca puede ser eliminado.
Para explicar esta frase, es importante recurrir a la definición de valor. “Los valores son principios que nos permiten orientar nuestro comportamiento en función de realizarnos como personas". Los valores, actitudes y conductas están estrechamente relacionados.

## La seguridad como necesidad básica
Según la pirámide de Maslow, la seguridad en el ser humano ocupa el segundo nivel dentro de las necesidades de déficit. Según la teoría de las necesidades de Bronisław Malinowski, la seguridad es una de las siete necesidades básicas a satisfacer por el ser humano.
Para explicar esta frase, es importante recurrir a la definición de valor. “Los valores son principios que nos permiten orientar nuestro comportamiento en función de realizarnos como personas. ... Los valores, actitudes y conductas están estrechamente relacionados.
Son muchas las organizaciones que trabajan para lograr la seguridad, como la ONU.

## Definición legal
En algunos países la legislación se encarga de definir el término seguridad.
Por ejemplo en la Argentina, además de estar nombrada en el artículo 42 de la Constitución Nacional referente a la seguridad en relación con el consumo, en la Ley de Seguridad Interior en su artículo 2 utiliza la siguiente definición:

Situación de hecho basada en el derecho en la cual se encuentran resguardadas la libertad, la vida y el patrimonio de los habitantes, sus derechos y garantías y la plena vigencia de las instituciones del sistema representativo, republicano y federal que establece la Constitución Nacional.

## Relación con otras disciplinas
La Seguridad se encuentra enmarcada dentro de las ciencias empíricas, específicamente una ciencia factual cultural (Rickert) según describe Enrique Fentanes, aunque otros autores lo enmarcan dentro de las ciencias sociales "dado que implica el desarrollo de conductas sociales vinculadas con la protección de las personas, sus bienes, sus derechos" , desde esta perspectiva también se entiende una ciencia transversal a distintas disciplinas dado que comprende conocimientos tanto de derecho como de criminalística, criminología, investigación científica del delito (entre otras áreas de conocimiento) enfocado hacia la protección.
El enfoque que busca la seguridad es el de la gestión de riesgos (principalmente enfocado hacia la prevención), que se diferencia, por ejemplo, del derecho, que es el orden normativo de la conducta humana en sociedad. Esta comparativa no es menor, dado que es frecuente la confusión donde profesionales del derecho (abogados, jueces, fiscales) toman atribuciones que son propias de las Ciencias de la Seguridad generando la diagramación de políticas públicas sin tener en cuenta cuestiones como el análisis de riesgo o el conocimiento empírico de los profesionales en Seguridad. Esto, sin embargo, es algo considerado por distintas normativas donde en determinados países se exige un título habilitante para cumplir tareas de seguridad.
En la tradición realista de las Relaciones Internacionales, seguridad es un estado estrechamente relacionado con la guerra y su amenaza, en concreto la amenaza a la supervivencia del estado como actor principal a nivel internacional.
Arnold Wolfers (1962), académico realista, definió dos lados del concepto de seguridad: «Seguridad en el sentido objetivo mide la ausencia de amenazas a los valores adquiridos; en el sentido subjetivo, la ausencia de miedo a que dichos valores pudieran destruirse». Estar seguro sería, pues, encontrarse libre de miedos y, a la vez, libre de necesidades.
Así, la seguridad es, a priori, un concepto con connotaciones positivas, pero, ¿quién define las necesidades? ¿Quién define los miedos? Tradicionalmente, los académicos clásicos entendían que la seguridad, para perpetuar su existencia, era el objetivo al que los estados aspiraban, aquello que motivaba su comportamiento y estrategias en las relaciones internacionales. Los estados eran vistos como los únicos actores que intervenían en la escena internacional y, por lo tanto, eran sus intereses los que determinaban las acciones internacionales. Este enfoque alude a la seguridad nacional como principal Seguridad BCF S motivación de los actores. Un enfoque transnacional, también se centrará en los estados como principales actores, pero, a su vez, intentará promover la seguridad internacional como el objetivo deseable de la comunidad internacional. Es por ello, también, que los conceptos «seguridad» y «paz» se encuentran a menudo unidos en la jerga de las Naciones Unidas. En pro de la seguridad internacional, el máximo órgano decisor de la ONU se llama Consejo de Seguridad, ya que tiene como misión principal velar por la paz y la seguridad.
Esta concepción centrada en los estados ha sido la imperante en las relaciones internacionales, tanto como disciplina académica como ámbito de actuación de los propios estados. Pero definir un concepto tan amplio y con tanta carga política e histórica como «seguridad» sería una tarea utópica si lo que pretendemos es dar con una fórmula mágica ahistórica y descontextualizada passe-partout. Es evidente que la idea de ‘seguridad’ para una trabajadora filipina en Catar diferirá bastante de la del ministro de exteriores de Japón o de la de un pensionista griego.
Cómo se conceptualiza seguridad o qué adjetivo acompaña la «seguridad» (nacional, internacional, humana, alimentaria, medioambiental, etc.) influye en las políticas de seguridad y defensa, pero también, y de forma notoria, en las políticas de privacidad y en las leyes de regulación ciudadana internas de los estados o leyes de seguridad pública. Actualmente, con la globalización de la violencia organizada, la seguridad humana se pierde en favor de un renovado énfasis en la Homeland Security. Ahora nuestra seguridad no se encuentra amenazada desde allende las fronteras sino en el vecino de al lado, en el paseante que se nos cruza, en el ordenador de nuestra casa.
Pero, ¿existe una discordia entre el concepto de seguridad percibido desde las administraciones y gobiernos y lo que por ello entiende la población en general? Esta divergencia comporta que las amenazas que afectan directamente al bienestar inmediato de la población, como el paro o la pobreza, se encuentren desplazadas no solo como hasta ahora en las políticas clásicas de defensa y militares sino también en los asuntos internos del país. Ello genera también un debate que no se ha zanjado sobre la responsabilidad de proteger, una nueva forma que justificaría las intervenciones militares en el exterior como lo que Michael Walzer llama «guerras justas». El término, además, ha tomado especial relieve político como parte del rol y discurso occidental en la escena internacional desde el siglo XX.

## Tiempos de la seguridad y su relación con el riesgo
La seguridad busca principalmente la gestión del riesgo, esto significa como actuar ante el mismo. Existen distintas acciones que se pueden tomar, pero es importante realizar siempre un análisis de riesgo para poder planificar la seguridad.
El riesgo se puede aceptar, prevenir, transferir o mitigar. Cada determinación está enfocada en el momento de acción sobre la gestión del mismo.
No son acciones excluyentes pudiendo, en distintos grados, tomarse cada una de estas medidas.

### Seguridad y miedo
Podríamos decir que estar seguro es encontrarse libre de miedos y tener cubiertas las necesidades. La seguridad, por lo tanto, está íntimamente relacionada con la ausencia de miedo y con el riesgo de ver amenazados los valores y nuestro sistema actual de vida. Ahora bien, las amenazas, como las inundaciones, los desastres naturales o el terrorismo, pueden ser objetivas o subjetivas; el miedo, en cambio, es siempre subjetiva.
La relación entre seguridad y miedo es inversa: es lógico tener más miedo en situaciones de menos seguridad (y más riesgo), y en cambio el miedo tendría que disminuir cuando la seguridad crece y el riesgo baja. Más riesgo implica más posibilidad de amenazas, menos seguridad objetiva, y, probablemente, más miedo. Menos riesgo comporta una reducción de la posibilidad de amenazas, más seguridad objetiva y tendría que implicar menos miedo.
Dado que la seguridad y el miedo (en contraste al riesgo) no son fácilmente medibles, la evaluación del riesgo puede ser uno de los elementos clave para comprender y evaluar objetivamente el peligro y el grado de seguridad objetiva. Porque el miedo va ligado a la percepción que tenemos del riesgo a morir, a tener problemas o a ser atacados, y estos riesgos, objetivos, se pueden estudiar y conocer.

## Tipos de seguridad
Existen varios tipos de seguridad, dentro de los cuales destacan los siguientes: 
- bioseguridad
- seguridad ciudadana
- seguridad humana
- seguridad informática[15]
- seguridad jurídica
- seguridad laboral
- seguridad social
- seguridad vial
- seguridad bancaria
- seguridad privada[16]
- seguridad de la información.
- seguridad nacional
- seguridad alimentaria
- seguridad física
- seguridad de salud
- seguridad ambiental
- seguridad económica

## Seguridad nacional
La seguridad nacional se refiere a la seguridad de un Estado-nación, incluida su gente, su economía y sus instituciones. En la práctica, los gobiernos estatales dependen de una amplia gama de medios, incluida la diplomacia, el poder económico y las capacidades militares.

### Enfoques diferentes en cuanto a la seguridad nacional
Los enfoques sobre seguridad nacional son cuestionados y objeto de debate. Por ejemplo, en el debate sobre las estrategias de seguridad nacional, algunos sostienen que la seguridad depende principalmente del desarrollo de capacidades protectoras y coercitivas para proteger al referente de seguridad en un entorno hostil (y potencialmente proyectar ese poder en su entorno y dominarlo hasta el punto de hacerlo, de tener supremacía estratégica. Otros argumentan que la seguridad depende principalmente de crear las condiciones en las que puedan desarrollarse relaciones equitativas, en parte reduciendo el antagonismo entre actores, asegurando que se puedan satisfacer las necesidades fundamentales y también asegurando que las diferencias de intereses puedan negociarse de manera efectiva.

## Seguridad humana
La seguridad humana es un paradigma emergente que, en respuesta al énfasis tradicional en el derecho de los Estados-nación a protegerse a sí mismos, se ha centrado en la primacía de la seguridad de las personas (individuos y comunidades). El concepto cuenta con el apoyo de la Asamblea General de las Naciones Unidas, que ha subrayado "el derecho de las personas a vivir en libertad y dignidad" y ha reconocido "que todos los individuos, en particular las personas vulnerables, tienen derecho a estar libres del miedo y de la miseria".

## Seguridad informática
La seguridad informática, también conocida como ciberseguridad, se refiere a la seguridad de dispositivos informáticos como ordenadores y teléfonos inteligentes, así como de redes informáticas, como redes públicas y privadas, e Internet. El campo tiene una importancia creciente debido a la creciente dependencia de los sistemas informáticos en la mayoría de las sociedades. Se trata de la protección del hardware, el software, los datos, las personas y también los procedimientos mediante los cuales se accede a los sistemas. Los medios de seguridad informática incluyen la seguridad física de los sistemas y la seguridad de la información que contienen.